# سیمونا ماتی
 سیمونا ماتی (انگلیسی: Simona Matei؛ زاده ۷ ژوئیهٔ ۱۹۸۵) یک تنیس‌باز اهل رومانی است.